# Antigua-et-Barbuda
Antigua-et-Barbuda
(en) Antigua and Barbuda
Antigua-et-Barbuda ou Antigue-et-Barbude (en anglais: Antigua and Barbuda), est un État insulaire des Antilles en Amérique du Nord ayant pour capitale Saint John's, situé à une cinquantaine de kilomètres au nord de la Guadeloupe et au nord-est de l'île du territoire britannique d'outre-mer de Montserrat. Cet État est composé de deux îles principales, Antigua et Barbuda, ainsi que de quelques îles plus petites.
Antigua-et-Barbuda est membre de l'Alliance bolivarienne pour les Amériques (ALBA) depuis 2009.

## Histoire
Les Ciboneys habitaient les îles d'Antigua-et-Barbuda depuis -2400. Ensuite arrivèrent les Arawaks et les Kalinagos. Christophe Colomb y débarqua en 1493, lors de son second voyage. Elles furent d'abord colonisées par les Espagnols et les Français, ensuite par les Anglais.

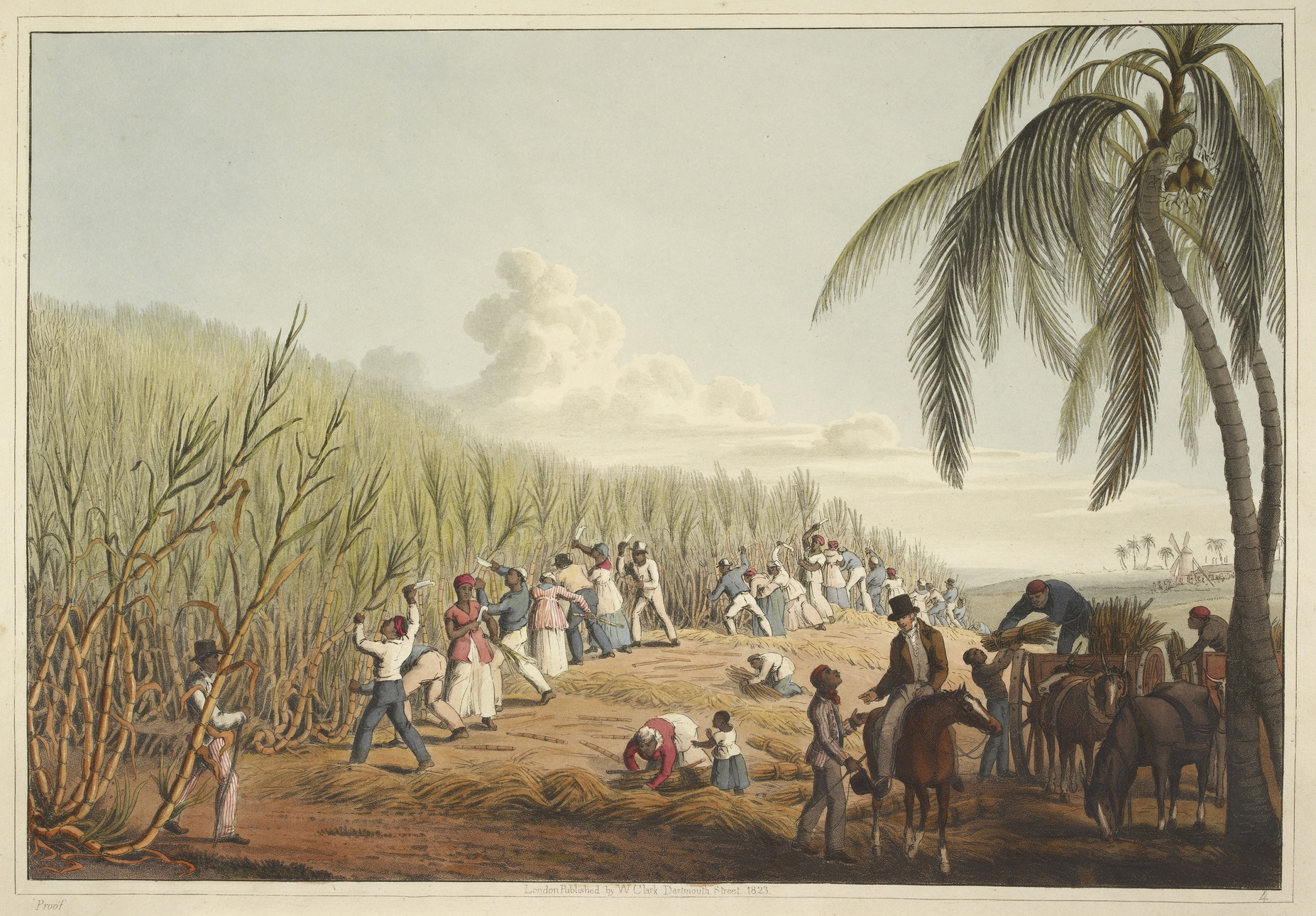
Esclaves récoltant la canne à sucre à Antigua, 1823.

En 1674, Christopher Codrington fonda la première grande plantation de cannes à sucre sur l'île d'Antigua. Le seul village de Barbuda prit son nom. Codrington et les autres propriétaires y firent amener des esclaves de la côte ouest de l'Afrique.
Au XVIIIe siècle, English Harbour, sur la côte sud d'Antigua, abrita une part importante de la flotte britannique, sous le commandement, un temps, de l'amiral Nelson. Ce site bien encaissé et à peine visible du large était connu comme un « trou à cyclone », un abri sûr.
L'esclavage fut aboli en 1834. Contrairement aux autres colonies britanniques qui choisissent une abolition immédiate suivie d'une période d'apprentissage, période pendant laquelle les esclaves restent au service de leurs anciens maîtres (jusqu'en 1838), les colons d'Antigua choisissent l'abolition immédiate sans apprentissage.
En 1981, Antigua-et-Barbuda devient indépendante en tant que royaume du Commonwealth. Elle adhère le 18 juin 1981 à l'Organisation des États de la Caraïbe orientale (OECO).
L'île d'Antigua abrite depuis 2020 le 5e campus de l'Université des West Indies (UWI). L'objectif de l'UWI est de s'ancrer au sein de l'Organisation des États de la Caraïbe orientale.

## Politique
Antigua-et-Barbuda est un royaume du Commonwealth, dont le chef d'État est le roi Charles III, qui y est représenté par un gouverneur général, sir Rodney Williams depuis le 14 août 2014. Le pouvoir exécutif est assuré par le premier ministre, qui est aussi le chef du gouvernement. Le premier ministre est généralement le chef du parti gagnant des élections de la Chambre des représentants (17 membres), tenues tous les cinq ans. L'autre chambre du parlement, le Sénat, est constituée de 17 membres qui sont nommés par le gouverneur général. L'actuel premier ministre, Gaston Browne, de l'ABLP, a été élu le 13 juin 2014.
Pays indépendant, Antigua-et-Barbuda est membre de plein droit de la Communauté caribéenne et de l'Alliance bolivarienne pour les Amériques depuis 2009.

## Géographie
Le pays, situé en mer des Caraïbes, est constitué d'un archipel dont Antigua est la plus grande île, et la plus peuplée. Barbuda, juste au nord d'Antigua, est l'autre île principale. La capitale, Saint John's, se trouve à 48 km au nord-est des côtes septentrionales de Montserrat et à 95 km à l'est-sud-est de Basseterre, la capitale de Saint-Christophe-et-Niévès. Les îles ont un climat chaud et tropical, avec des températures agréables et constantes toute l'année.
Les îles sont dans l'ensemble peu élevées : leur point le plus haut est le mont Obama à 402 m. La ville principale de ce petit pays est la capitale Saint John's sur Antigua ; la ville la plus grande de Barbuda est Codrington.

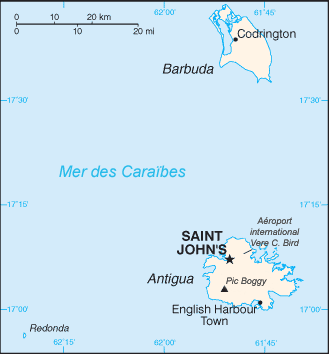
Carte d'Antigua-et-Barbuda.
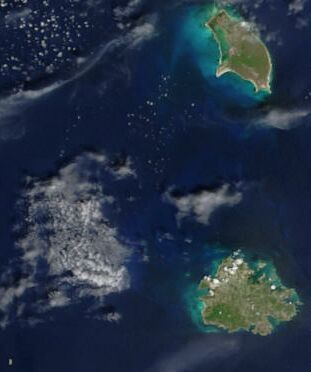
Photo satellite de 2002 de Barbuda-et-Antigua.
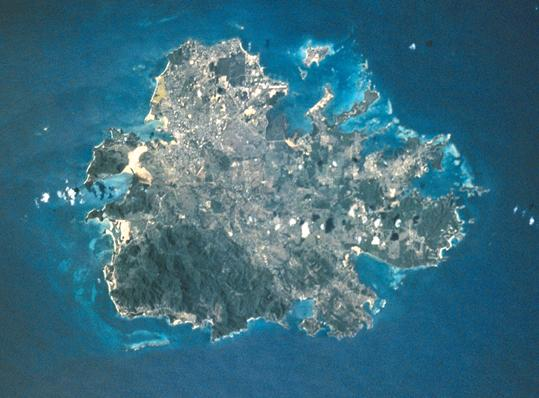
Photo satellite de l'île d'Antigua.
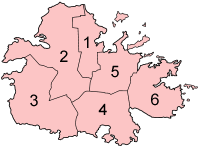
1. Saint-George 2. Saint-John 3. Saint-Mary 4. Saint-Paul 5. Saint-Peter 6. Saint-Philip.

## Paroisses et dépendances
L'île d'Antigua est divisée en six paroisses (voir la carte ci-dessus).
Les îles de Barbuda (moins de 2 000 habitants) et de Redonda (simple rocher sans habitant) ont toutes deux le statut de dépendance.

## Économie
Le tourisme représente 60 % du PIB en 2023. La production agricole est principalement destinée au marché intérieur. Le manque d'eau et de main-d'œuvre — qui préfère travailler dans le tourisme et la construction, car les salaires sont plus élevés dans ces deux secteurs — limite le développement de l'agriculture. C'est également un pavillon de complaisance.
Le pays propose aux personnes physiques, en 2015, un programme d'acquisition de citoyenneté par investissement, ce qui en fait un paradis fiscal.  En octobre 2023, le Conseil de l'Union européenne décide de l'intégrer dans sa liste des pays non coopératifs en matière fiscale.

### Événements

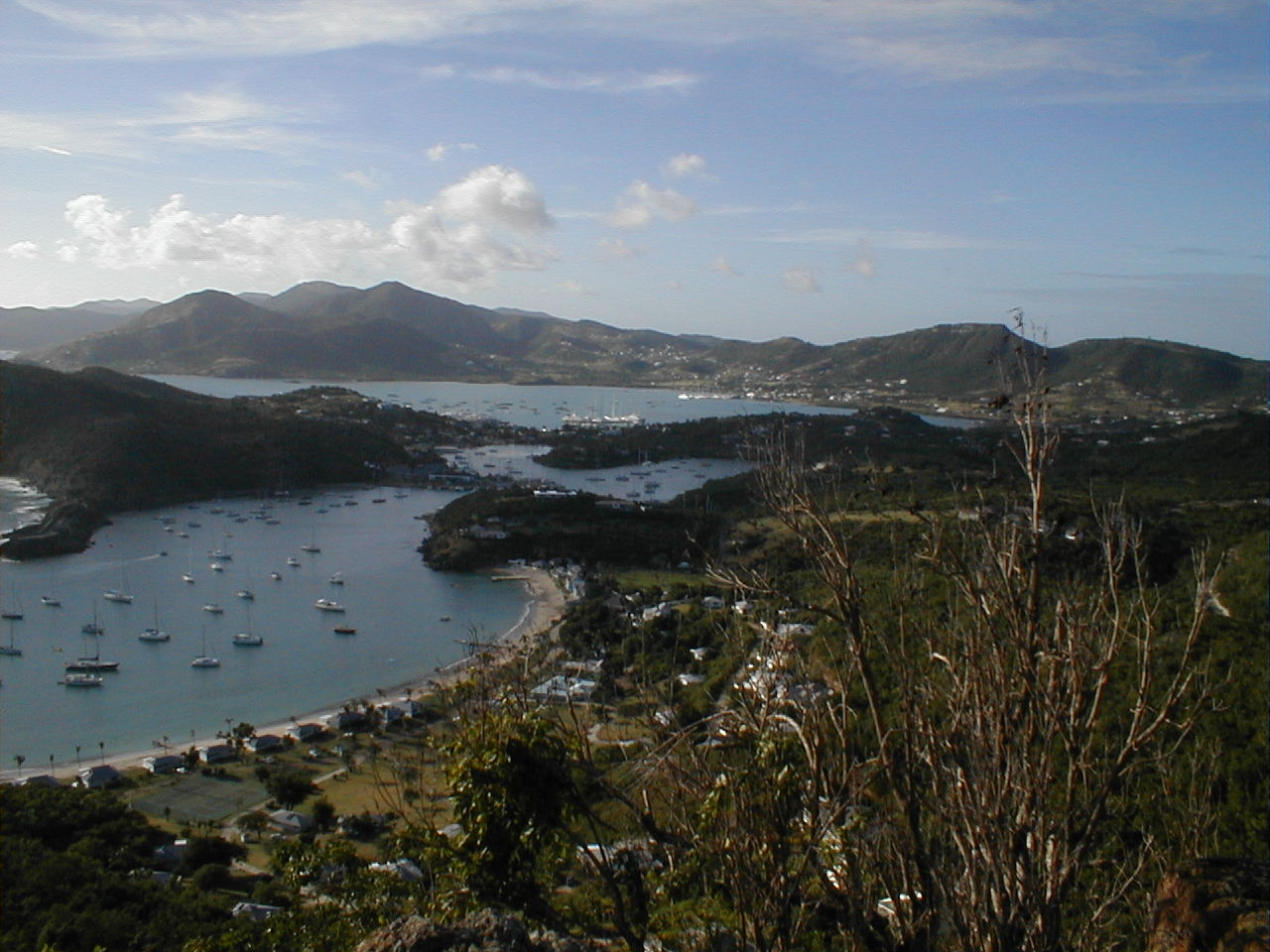
English Harbour, sur l'île d'Antigua.

Tous les ans, vers fin avril début mai, a lieu la semaine d'Antigua, une régate internationale ouverte à de nombreuses classes.

## Démographie

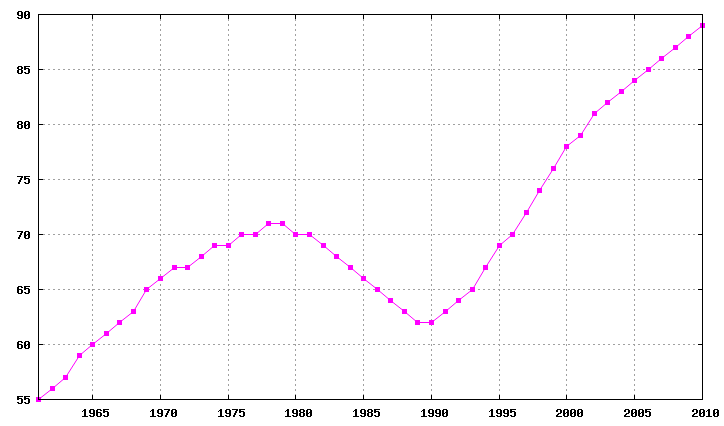
Évolution de la démographie entre 1961 et 2003 (chiffre de la FAO de 2005). Population en milliers d'habitants.

La population était estimée à 86 295 habitants en 2021. La plupart des habitants sont des descendants d'esclaves africains employés dans les habitations-sucreries, mais il existe aussi des communautés européennes, notablement britannique et portugaise. La langue officielle est l'anglais, mais la plupart des habitants parlent un créole.
Selon le Pew Research Center, en 2010, 93 % des Antiguayens sont chrétiens, principalement protestants (81,2 %) et dans une bien moindre mesure catholiques (10,5 %). De plus, 3,6 % de la population pratique une religion populaire.

## Transport
- Aéroport international V. C. Bird.

## Patrimoine civil

### Monuments
- Le fort James, construit au XVIIIe siècle pour protéger l'île en cas d'invasion par les Français.

### Musées
- Le Musée d'Antigua-et-Barbuda à Saint John's, construit en 1985.
- Musée des chantiers navals
- Betty's Hope (en)

### Liste du patrimoine mondial
Le « Nelson's Dockyard », chantier naval historique d'English Harbour, est inscrit sur la liste du patrimoine mondial de l'UNESCO le 17 janvier 2016 : voir l'article Liste du patrimoine mondial à Antigua-et-Barbuda.

## Patrimoine religieux

### Catholicisme
- La cathédrale de la Sainte-Famille de Saint John's à Saint John's

### Anglicanisme
- La cathédrale Saint-Jean-le-Théologien de Saint John's

## Quotidiens d' antigua-et-barbuda
- Antigua.news
- Antigua Observer[15]